# توافق‌نامه حفاظت پرندگان آبزی مهاجر آفریقا-اوراسیا
توافق‌نامه حفاظت از پرندگان آبزی مهاجر آفریقا-اوراسیا یا توافق‌نامه پرندگان آبزی آفریقا-اوراسیا (AEWA) یک توافق‌نامه بین‌المللی مستقل است که تحت نظارت برنامه محیط زیست سازمان ملل متحد در مورد گونه‌های مهاجر تدوین شده‌است. این سازمان برای هماهنگی تلاش‌ها برای حفظ گونه‌های پرندگانی که بین کشورهای اروپایی و آفریقایی مهاجرت می‌کنند، تأسیس شد و دامنه فعلی آن از قطب شمال تا آفریقای جنوبی امتداد دارد و شبه‌جزیره کانادا و خاورمیانه و همچنین اروپا و آفریقا را نیز در بر می‌گیرد.
این توافق بر گونه‌های پرندگانی تمرکز می‌کند که حداقل در بخشی از چرخه زندگی خود، به تالاب‌ها وابسته هستند و در الگوهای مهاجرت خود از مرزهای بین‌المللی عبور می‌کنند. در حال حاضر ۲۵۴ گونه را پوشش می‌دهد.

## اعضا
| Region  | Party Name               | Date in Force |
| ------- | ------------------------ | ------------- |
| Africa  | Egypt                    | ۱۹۹۹-۰۱-۰۱    |
| Africa  | Niger                    | ۱۹۹۹-۰۱-۰۱    |
| Africa  | Congo                    | ۱۹۹۹-۱۱-۰۱    |
| Africa  | Gambia                   | ۱۹۹۹-۱۱-۰۱    |
| Africa  | Guinea                   | ۱۹۹۹-۱۱-۰۱    |
| Africa  | Senegal                  | ۱۹۹۹-۱۱-۰۱    |
| Africa  | Sudan                    | ۱۹۹۹-۱۱-۰۱    |
| Africa  | Tanzania                 | ۱۹۹۹-۱۱-۰۱    |
| Africa  | Togo                     | ۱۹۹۹-۱۱-۰۱    |
| Eurasia | Germany                  | ۱۹۹۹-۱۱-۰۱    |
| Eurasia | Jordan                   | ۱۹۹۹-۱۱-۰۱    |
| Eurasia | Monaco                   | ۱۹۹۹-۱۱-۰۱    |
| Eurasia | Netherlands              | ۱۹۹۹-۱۱-۰۱    |
| Eurasia | Spain                    | ۱۹۹۹-۱۱-۰۱    |
| Eurasia | Sweden                   | ۱۹۹۹-۱۱-۰۱    |
| Eurasia | Switzerland              | ۱۹۹۹-۱۱-۰۱    |
| Eurasia | United Kingdom           | ۱۹۹۹-۱۱-۰۱    |
| Africa  | Benin                    | ۲۰۰۰-۱-۰۱     |
| Africa  | Mali                     | ۲۰۰۰-۱-۰۱     |
| Eurasia | Denmark                  | ۲۰۰۰-۱-۰۱     |
| Eurasia | Finland                  | ۲۰۰۰-۱-۰۱     |
| Eurasia | Bulgaria                 | ۲۰۰۰-۲-۰۱     |
| Eurasia | Macedonia                | ۲۰۰۰-۲-۰۱     |
| Eurasia | Croatia                  | ۲۰۰۰-۹-۰۱     |
| Eurasia | Romania                  | ۲۰۰۰-۱۰-۰۱    |
| Africa  | Uganda                   | ۲۰۰۰-۱۲-۰۱    |
| Africa  | Mauritius                | ۲۰۰۱-۱-۰۱     |
| Eurasia | Moldova                  | ۲۰۰۱-۴-۰۱     |
| Africa  | Kenya                    | ۲۰۰۱-۶-۰۱     |
| Eurasia | Slovakia                 | ۲۰۰۱-۷-۰۱     |
| Eurasia | Georgia                  | ۲۰۰۱-۸-۰۱     |
| Eurasia | Albania                  | ۲۰۰۱-۹-۰۱     |
| Africa  | South Africa             | ۲۰۰۲-۴-۰۱     |
| Eurasia | Israel                   | ۲۰۰۲-۱۱-۰۱    |
| Eurasia | Lebanon                  | ۲۰۰۲-۱۲-۰۱    |
| Africa  | Equatorial Guinea        | ۲۰۰۳-۱-۰۱     |
| Eurasia | Ukraine                  | ۲۰۰۳-۱-۰۱     |
| Eurasia | Hungary                  | ۲۰۰۳-۳-۰۱     |
| Eurasia | Ireland                  | ۲۰۰۳-۸-۰۱     |
| Eurasia | Syria                    | ۲۰۰۳-۸-۰۱     |
| Eurasia | Slovenia                 | ۲۰۰۳-۱۰-۰۱    |
| Eurasia | France                   | ۲۰۰۳-۱۲-۰۱    |
| Eurasia | Luxembourg               | ۲۰۰۳-۱۲-۰۱    |
| Africa  | Djibouti                 | ۲۰۰۴-۳-۰۱     |
| Eurasia | Portugal                 | ۲۰۰۴-۳-۰۱     |
| Eurasia | Uzbekistan               | ۲۰۰۴-۴-۰۱     |
| Africa  | Nigeria                  | ۲۰۰۴-۷-۰۱     |
| Eurasia | Lithuania                | ۲۰۰۴-۱۱-۰۱    |
| Africa  | Libya                    | ۲۰۰۵-۶-۰۱     |
| Africa  | Tunisia                  | ۲۰۰۵-۷-۰۱     |
| Africa  | Ghana                    | ۲۰۰۵-۱۰-۰۱    |
| Eurasia | European Union           | ۲۰۰۵-۱۰-۰۱    |
| Eurasia | Latvia                   | ۲۰۰۶-۱-۰۱     |
| Eurasia | Belgium                  | ۲۰۰۶-۶-۰۱     |
| Eurasia | Czech Republic           | ۲۰۰۶-۶-۲۳     |
| Eurasia | Italy                    | ۲۰۰۶-۹-۰۱     |
| Africa  | Algeria                  | ۲۰۰۶-۱۰-۰۱    |
| Africa  | Guinea-Bissau            | ۲۰۰۶-۱۱-۰۱    |
| Africa  | Madagascar               | ۲۰۰۷-۱-۰۱     |
| Eurasia | Cyprus                   | ۲۰۰۸-۹-۰۱     |
| Eurasia | Norway                   | ۲۰۰۸-۹-۰۱     |
| Eurasia | Estonia                  | ۲۰۰۸-۱۱-۰۱    |
| Africa  | Ethiopia                 | ۲۰۱۰-۲-۰۱     |
| Africa  | Chad                     | ۲۰۱۱-۱۱-۰۱    |
| Eurasia | Montenegro               | ۲۰۱۱-۱۱-۰۱    |
| Africa  | Zimbabwe                 | ۲۰۱۲-۰۶-۰۱    |
| Africa  | Gabon                    | ۲۰۱۲-۱۲-۰۱    |
| Africa  | Morocco                  | ۲۰۱۲-۱۲-۰۱    |
| Africa  | eSwatini                 | ۲۰۱۳-۰۱-۰۱    |
| Africa  | Côte d'Ivoire            | ۲۰۱۳-۰۶-۰۱    |
| Eurasia | Iceland                  | ۲۰۱۳-۰۶-۰۱    |
| Africa  | Burkina Faso             | ۲۰۱۳-۱۰-۰۱    |
| Africa  | Rwanda                   | ۲۰۱۴-۰۹-۰۱    |
| Africa  | Burundi                  | ۲۰۱۴-۱۰-۰۱    |
| Africa  | Mauritania               | ۲۰۱۵-۰۵-۰۱    |
| Eurasia | Belarus                  | ۲۰۱۶-۰۴-۰۱    |
| Africa  | Botswana                 | ۲۰۱۷-۱۱-۰۱    |
| Africa  | Central African Republic | ۲۰۱۹-۰۱-۰۱    |

## جلسات
اعضا هر چند سال یک بار ملاقات می‌کنند. تاکنون هفت جلسه برگزار شده‌است:
- ۷–۹ نوامبر ۱۹۹۹ در کیپ تاون، آفریقای جنوبی
- ۲۵–۲۷ سپتامبر ۲۰۰۲ در بن، آلمان
- ۲۳–۲۷ اکتبر ۲۰۰۵ در داکار، سنگال
- ۱۵–۱۹ سپتامبر ۲۰۰۸ در آنتاناناریوو، ماداگاسکار
- ۱۴–۱۸ مه ۲۰۱۲ در لاروشل، فرانسه
- ۹–۱۴ نوامبر ۲۰۱۵ در بن، آلمان
- ۴ تا ۸ دسامبر ۲۰۱۸ در دوربان، آفریقای جنوبی

## ممنوعیت گلوله سربی
کاربرد گلوله سربی بر فراز تالاب‌ها به دلیل مسمومیت ناشی از آن توسط امضاکنندگان کنوانسیون ممنوع شده‌است.